# Xanthoparmelia mongolica
Xanthoparmelia mongolica är en lavart som beskrevs av Kurok. Xanthoparmelia mongolica ingår i släktet Xanthoparmelia och familjen Parmeliaceae.   Inga underarter finns listade i Catalogue of Life.